# مونروي (كونيتيكت)
مونروي (بالإنجليزية: Monroe, Connecticut)‏ هي بلدة أمريكية تقع في الولايات المتحدة في كونيتيكت. يقدر عدد سكانها بـ 19,479 نسمة ومساحتها 68.1 كم2 وترتفع عن سطح البحر 159 متر.

## أعلام
- مايك جمينسكي
- ليزلي بدر